# Renzo Ruggieri
Renzo Ruggieri (Roseto degli Abruzzi, 1965) è un fisarmonicista italiano.

## Carriera
Ruggieri studia sin da piccolo, fisarmonica tradizionale e classica per poi diplomarsi nel 1993 in pianoforte Jazz al Centro Professione Musica (CPM) di Milano con il pianista Franco D'Andrea. Specializzazioni: Musica da Film con Ennio Morricone (Accademia Musicale Chigiana 1991), Fisarmonica Jazz con Frank Marocco (PIF 1995), con Adriano Mazzoletti (PIF 1996), con Richard Galliano (Stradella 2000), “Armonia Jazz” con Umberto Fiorentino (Baragiano 2002), Corso di “Arrangiamento e composizione per big band jazz” con Mario Raja (Scuola Giuseppe Verdi, Prato 2001).
È leader di progetti che vanno dal Solo all’Orchestra Sinfonica, con i quali ha svolto oltre 2000 concerti in diversi paesi del mondo. Si è esibito in palcoscenici quali l'Arena di Verona, Shanghai Grand Theater, Teatro Ariston di Sanremo, Gnessin Hall di Mosca, Teatro Olimpico di Vicenza, White Hall di San Pietroburgo, Teatro dell'Opera di Roma, Teatro antico di Taormina, Rostov State Musical Theater.
È stato il primo fisarmonicista a realizzare CD completamente improvvisati con il progetto “Solo Accordion Project“ ed è attualmente direttore artistico dell'Accordion Art Festival, di cui è anche ideatore, e del Premio Internazionale della Fisarmonica di Castelfidardo (PIF). Proficua la collaborazione col maestro Peppino Principe, che nella sua biografia lo ha nominato suo erede artistico. Nel 2007 arrangia il brano Souvenir d’Italie interpretato da Antonella Ruggiero al Festival di Sanremo. Nel 2009 gli viene conferito dal Festival Internazionale di Castelfidardo il premio la "Voce d'Oro", già assegnato, tra gli altri, a Richard Galliano, Gorni Kramer, Astor Piazzolla. Nel 2013 riceve il "Silver Disk" dalla Gnessin Akademy di Mosca. I suoi CD "Inni d'Italia e "Collection" hanno vinto l'Orpheus Award come migliori CD dell'anno per fisarmonica Jazz. Ha partecipato a oltre cento produzioni pubblicazioni CD, DVD, composizioni e testi didattici. Ha scritto inoltre musiche di scena per opere teatrali fra cui “Il Ratto di Proserpina” di Rosso San Secondo (Teatro antico di Taormina, 1997), “La Leggenda del Fiore di Lino” di Stipo/Del Giudice (Teatro dell'Opera di Roma, 2001) e “Van Gogh e Tutankhamen” di Marco Goldin, Linea d'Ombra (Teatro Olimpico di Vicenza, 2013) e molte altre opere.
Ruggieri è uno dei primi fisarmonicisti a pubblicare e creare una didattica moderna per fisarmonica jazz. Ha insegnato nei conservatori di Cosenza, Teramo, Castelfranco Veneto, Nocera Terinese e tenuto seminari internazionali. I suoi allievi hanno vinto importanti concorsi internazionali (CIA, CMA, PIF Primus Ikaalinen, Italia Award e altri) e molti già svolgono attività didattica, concertistica e discografica.

## Discografia parziale
- 1998 - IMPROVVISAZIONI GUIDATE Solo Accordion Project (Voglia d'Arte Production[9], VAP100)
- 2000 - ACCORDION VOYAGE Renzo Ruggieri Group (Voglia d'Arte Production[9], VAP110)
- 2002 - SPAGHETTI TIME Renzo Ruggieri Group (Voglia d'Arte Production[9], VAP111)
- 2005 - BENDS Renzo Ruggieri Group (Voglia d'Arte Production[9], VAP112)
- 2005 - STORIE DI FISARMONICA VISSUTA Solo Accordion Project (Voglia d'Arte Production[9], VAP101)
- 2008 - TERRE Renzo Ruggieri e Mauro De Federicis (Voglia d'Arte Production[9], VAP102)
- 2009 - COLLECTION Renzo Ruggieri (Voglia d'Arte Production[9], VAP103)
- 2010 - KRAMER PROJECT Renzo Ruggieri Orchestra (Voglia d'Arte Production[9], VAP104)
- 2011 - OPERA? Renzo Ruggieri Orchestra (Voglia d'Arte Production[9], VAP105)
- 2012 - INNI D'ITALIA Renzo Ruggieri, Paolo Di Sabatino DUO (Voglia d'Arte Production[9], VAP106)
- 2015 - VALENTINO È TANGO Renzo Ruggieri (Voglia d'Arte Production[9], VAP107)
- 2015 - CANTO DI NATALE Renzo Ruggieri (Voglia d'Arte Production[9], VAP108)
- 2016 - LIVE IMPROVISATIONS Solo Accordion Project (Voglia d'Arte Production[9], VAP109)